# Pachyolpium arubense arubense
Pachyolpium arubense arubense es una subespecie de arácnido del orden Pseudoscorpionida de la familia Olpiidae.

## Distribución geográfica
Se encuentra en Aruba.